# Radomíra
Radomíra nebo též vzácně Radimíra je ženské jméno slovanského původu. Jde o ženskou variantu křestního jména Radomír, znamená pečující o mír. Svátek slaví společně s tímto jménem dne 3. července.

## Domácké podoby
Mezi domácké podoby křestního jména Radomíra patří Radka, Ráďa, Raděnka, Raduška, Raduš nebo také Míra, Mirka, Miruška apod.

## Obliba jména
Jméno Radomíra se již mezi novorozenými dívkami v Česku pravděpodobně vůbec nevyskytuje. K roku 2016 činil průměrný věk nositelek 52 let. Nejvíce oblíbené bylo jméno v padesátých a šedesátých letech 20. století a jeho popularita dlouhodobě rostla. Nejvíce živých nositelek (144) se narodilo v roce 1970. Mezi lety 1971 a 1972 nastal v oblibě extrémní pád; v roce 1971 se narodilo 130 nositelek, v roce 1972 již pouze patnáct a od tohoto roku se již počet pouze snižoval. Od roku 1987 se nenarodily více než dvě dívky s tímto jménem ročně a v současnosti toto jméno již mezi novorozenci vůbec neexistuje. Nejmladší nositelka se narodila v roce 2004.
Následující tabulka vývoje počtu nositelek mezi lety 2010 až 2016 dokazuje, že počet žijících nositelek stále klesá, ale pokles je pomalý i přesto, že nové nositelky nepřibývají. Během těchto sedmi let ubylo 2,66 % nositelek.
| Rok  | Počet nositelek | Změna oproti předchozímu roku |
| ---- | --------------- | ----------------------------- |
| 2010 | 1 840           | –                             |
| 2011 | 1 829           | −0,6 %                        |
| 2012 | 1 820           | −0,49 %                       |
| 2013 | 1 812           | −0,44 %                       |
| 2014 | 1 808           | −0,22 %                       |
| 2015 | 1 799           | −0,5 %                        |
| 2016 | 1 791           | −0,44 %                       |

## Významné osobnosti
- Radomíra Bednářová – česká lingvistka a vysokoškolská profesorka
- Radomíra Nývltová – česká politička
- Radomíra Rosenfeldová – česká malířka
- Radomíra Vagnerová – česká histoložka
- Radomíra Zrubáková – slovenská tenistka